# Te Wei
Te Wei (förenklad kinesiska: 特伟; traditionell kinesiska: 特偉; pinyin: Tè Wěi), född 22 augusti 1915 i Shanghai, död 4 februari 2010 i Shanghai, var en kinesisk manhuakonstnär och animatör.

## Biografi
Te Wei föddes i en fattig familj i Shanghai. Som tonåring började han rita politiska skämtserier, och försörjde sig senare på att teckna antijapansk propaganda. Efter att Mao Zedong tagit makten 1949 skulle en tjänstekvinna på filmstudion i Changchun minnas Te Weis serier, och beslutade att låta honom leda studions animationsavdelning, trots att han helt saknade erfarenhet på området. Hans mentor blev den japanske animatören Tadahito Mochinaga, som han förblev vän med livet ut.
Studion flyttade kort därefter till Shanghai, och åtnjöt en period av konstnärlig frihet med statlig finansiering under de hundra blommorna. Man lärde sig inledningsvis genom att studera sovjetisk animation, men började snart utveckla tekniker som byggde på inhemska traditioner. The Conceited General (1956) visar prov på influenser både från kinesisk kultur, med karaktärsdesign och musiksättning hämtade ur pekingoperan, och från sovjetiska animatörer som Ivan Ivanov-Vano, samt västerländska filmskapare som Walt Disney.
Under ett besök på studion ska utrikesminister Chen Yi ha föreslagit att man skulle producera en animerad version av Qi Baishis målningar. Under Te Weis ledning började så arbetet med Where Is Mama. Filmen blev den första att använda en animationsteknik baserad på stilen i traditionellt tuschmåleri, och skulle vinna flera utmärkelser både i Kina och internationellt. Filmen följdes av The Cowboy's Flute (1963) i samma teknik, en dialoglös berättelse om en pojke och hans vattenbuffel.
1964, i upptakten till kulturrevolutionen, stängdes studion ner, och Te Wei försattes i isolering. För att hålla modet uppe brukade han skissa på ett glasbord som stod i hans lilla rum, för att sedan sudda ut det han ritat när en vakt kom. De följande åren levde Te Wei i exil på landsbygden, och kunde först 1975 återvända till studion. Kulturrevolutionens åtstramningar började nu lätta, och efter Maos död 1976 upplevde man en konstnärlig renässans.
1980-talet blev en hektisk period för Te Wei, som nu ansvarade för 500 anställda på filmstudion, och med fortsatt statligt understöd producerade man flera högkvalitativa och experimentella filmer. Under denna tid regisserade Te Wei långfilmen Monkey King Conquers the Demon (1984), baserad på Färden till Västern, och Feeling from Mountain and Water (1988). Titeln på den senare anspelar på den konststil filmen efterliknar, shanshui hua. Filmen, som kom att bli Te Weis sista, saknar likt The Cowboy's Flute dialog, och är en stillsam betraktelse om en ung kvinna som tar hand om en lärd åldring i utbyte mot guqin-lektioner.
1989 korades Te Wei av kommunistpartiet till en av de fyra stora filmskaparna i Kinas historia.

## Filmografi i urval
- The Conceited General (驕傲的將軍), 1956
- Where is Mama (小蝌蚪找媽媽), 1960
- The Cowboy's Flute (牧笛, svensk titel Pojken och flöjten[5]), 1963
- Feeling from Mountain and Water (山水情), 1988

## Utgivning
2005 gav Shanghai Animation Film Studio ut en DVD med fyra av Te Weis kortfilmer, med engelska undertexter till de filmer som innefattar dialog.

## Priser och utmärkelser
- Guldpris på Odense International Film Festival 1979 (för The Cowboy's Flute)[6]
- Guldtuppen för bästa animerade film 1989 (för Feeling from Mountain and Water)[källa behövs]